# Vagos
Vagos is een gemeente in het Portugese district Aveiro.
De gemeente heeft een totale oppervlakte van 165 km² en telde 22.017 inwoners in 2001.

## Plaatsen in de gemeente
- Calvão
- Covão do Lobo
- Fonte de Angeão
- Gafanha da Boa Hora
- Ouca
- Ponte de Vagos
- Santa Catarina
- Santo André de Vagos
- Santo António de Vagos
- Sosa
- Vagos